# Jerzy Bański
Jerzy Bański (ur. 1960 w Wolbromiu) – prof. zw. dr hab. PAN, geograf, dyrektor Instytutu Geografii i Przestrzennego Zagospodarowania Polskiej Akademii Nauk (2018-2021), były Prezes Polskiego Towarzystwa Geograficznego, przewodniczący Commission on Local and Regional Development w International Geographical Union’s Commission on Local and Regional Development.
Po ukończeniu Szkoły Podstawowej nr 1 w Wolbromiu kontynuował naukę w Technikum Geologicznym w Kielcach w specjalności wiercenia stratygraficzno-poszukiwawcze. Studia na Wydziale Geografii i Studiów Regionalnych Uniwersytetu Warszawskiego rozpoczął w 1982 roku i kontynuował je do 1988 roku. W trakcie studiów realizował swoje zainteresowania organizacyjne (był Przewodniczącym Samorządu Studenckiego WGiSR UW, Senatorem Studenckim UW, przewodniczącym Stowarzyszenia Studenckich Kół Naukowych UW, aktywnym członkiem Koła Naukowego Studentów Geografii) i podróżnicze (był uczestnikiem wypraw do Maroka 1983, Tajlandii i Malezji 1984, Tanzanii 1986, Zairu, Ruandy, Burundi 1987, Australii 1988). Równocześnie odbywał studia na ówczesnym Wydziale Filozofii i Socjologii UW na kierunku filozofia, gdzie ukończył 6 semestrów zaś w latach 1986-1988 odbył równocześnie studia w Studium Podyplomowym Fotografii Naukowej i Informacji Obrazowej Wydziału Biologii UW pod kierunkiem dra Marka Ostrowskiego, gdzie uzyskał dyplom ukończenia. 
Był czynnym uczestnikiem studenckich klubów turystycznych (Studenckie Koło Przewodników Świętokrzyskich, Klub Turystyczny "Unikat"), gdzie zdobył uprawnienia przewodnika studenckiego, organizatora turystyki, a w Klubie Wysokogórskim Warszawa ukończył kurs taternika jaskiniowego. Podczas wyprawy do Tanzanii nakręcił film dokumentalny "Na północ od jeziora Niassa" emitowany w popularnym programie filmów podróżniczych TV Kino Oko. Zainteresowania filmowe realizował w Zakładzie Produkcji Filmowej - POLTEL w latach 1987-1988 jako asystent operatora filmowego (uczestniczył m.in. w produkcji filmowej S. Szwarc-Bronikowskiego - "W pogoni za skarbem"). 
Studia magisterskie na WGiSR UW w zakresie kartografii (tytuł pracy mgr "Analiza osnów matematycznych i geodezyjnych dla map topograficznych w Polsce" pod kierunkiem Prof. Wiktora Grygorenko) ukończył w 1988 roku i na jeden rok wyjechał do Australii (Sydney), gdzie imał się różnych zawodów jako robotnik. Wrócił do Polski w 1989 roku i rozpoczął pracę w Instytucie Geografii i Przestrzennego Zagospodarowania PAN w zespole profesora Jerzego Kostrowickiego. Wszystkie awanse naukowe - doktora nauk o Ziemi (tytuł rozprawy " Przemiany rolniczego użytkowania ziemi w Polsce w latach 1975-1988"), habilitacja (tytuł rozprawy "Obszary problemowe w rolnictwie Polski") i tytuł profesora uzyskał w macierzystym Instytucie. Ponadto prowadził wykłady na Wydziale Nauk o Ziemi i Gospodarki Przestrzennej UMCS w Lublinie i aktualnie prowadzi seminarium magisterskie na Wydziale Nauk Ścisłych i Przyrodniczych (w Instytucie Geografii i Nauk o Środowisku) UJK w Kielcach. Uczestniczył w blisko 100 projektach naukowych - krajowych i międzynarodowych. W wolnych chwilach kontynuuje swoje zainteresowania podróżnicze (odwiedził 111 krajów), jako uczestnik licznych wypraw trekkingowych, kajakowych i żeglarskich (głównie poza Europą).

## Wykształcenie i kariera naukowa
- 1982–1988, studia magisterskie, Wydział Geografii i Studiów Regionalnych UW
- 1985–1987, Wydział Filozofii i Socjologii UW
- 1986–1988, Studium Podyplomowe Fotografii Naukowej i Informacji Obrazowej, Wydział Biologii UW
- 1996, doktor nauk o Ziemi w zakresie geografii, IGiPZ PAN
- 2000, doktor habilitowany nauk o Ziemi w zakresie geografii – geografii ekonomicznej, IGiPZ PAN
- 2007, tytuł naukowy profesora nauk o ziemi

## Zainteresowania badawcze
- przeobrażenia struktury przestrzennej
- planowanie przestrzenne i regionalne
- geografia rolnictwa, geografia wsi
- rozwój lokalny
- obszary problemowe

## Działalność naukowo-badawcza i organizacyjna
- autor 428 publikacji (w tym: 28 książek, 214 artykułów w czasopismach i pracach zbiorowych)
- kierownik 52 projektów i ekspertyz, uczestnik 49 projektów i ekspertyz
- Dyrektor Instytutu Geografii i Przestrzennego Zagospodarowania PAN (2018–2021)
- były Przewodniczący Polskiego Towarzystwa Geograficznego
- Przewodniczący Commission on Local and Regional Development International Geographical Union
- Twórca serii wydawniczej Studia Obszarów Wiejskich
- Reprezentant Polski w EUGEO (organizacja skupiająca narodowe stowarzyszenia geografów)
- Członek Honorowy Bułgarskiego Towarzystwa Geograficznego
- Członek Honorowy Polskiego Towarzystwa Geograficznego
- Kierownik Zakładu Geografii Wsi i Rozwoju Lokalnego IGiPZ PAN

## Ostatnio kierowane projekty badawcze
- Projekt Narodowego Centrum Nauki, WEAVE-UNISONO, Społeczne i polityczne konsekwencje nierówności przestrzennych: studium przypadku Europy Środkowo-Wschodniej, IGiPZ PAN, 2022–2024.
- Projekt Narodowego Centrum Nauki, OPUS 21, Wiejsko-miejski transfer wiedzy – modele współzależności, IGiPZ PAN, 2022–2025.
- Badanie i opracowanie raportu, Przegląd regionalny. Województwo podkarpackie 2021, Urząd Marszałkowski Województwa Podkarpackiego, 2022.
- HORIZON-CL6-2021-COMMUNITIES-01, Rural Sustainability Transitions through Integration of Knowledge for improved policy processes – RUSTIK, koordynacja polskiej części projektu, 2022–2026.
- Projekt Narodowego Centrum Nauki, OPUS 18, Diagnoza współczesnej struktury społeczno-ekonomicznej i klasyfikacja funkcjonalna małych miast w Polsce – w poszukiwaniu rozwiązań modelowych, IGiPZ PAN, 2020–2024.
- Badanie i opracowanie raportu, Przegląd regionalny. Województwo podkarpackie 2018, Województwo Podkarpackie, 2019.
- Projekt Narodowego Centrum Nauki, OPUS 12, Modele przekształceń gospodarki rolnej w krajach Europy Środkowej i Wschodniej po upadku Bloku Wschodniego – bilans dokonań, determinanty i scenariusze rozwoju, IGiPZ PAN, 2017–2020.
- Projekt Narodowego Centrum Nauki, OPUS 10, Waloryzacja zasobów lokalnych i ich zróżnicowanie przestrzenne w regionach wschodniej Polski, IGiPZ PAN, 2016–2019.
- Opracowanie koncepcji systemowego wsparcia przedsiębiorczości na obszarach wiejskich w ramach projektu pn. Rozwój przedsiębiorczości na terenach wiejskich – diagnoza, kierunki, rekomendacje dla polityki rozwoju obszarów wiejskich, konsorcjum IGiPZ PAN – Fundacja na rzecz Rozwoju Polskiego Rolnictwa (FDPA), dla Ministerstwa Rolnictwa i Rozwoju Wsi, 2013–2014.
- Projekt Narodowego Centrum Nauki, Atlas Polskiej Wsi, IGiPZ PAN, 2013–2015.
- Projekt ESPON, Detecting Territorial Potentials and Challenges (DeTeC), ESPON Scientific Platform/Tools Project 2013/3/6, 2012–2013.
- Projekt Narodowego Centrum Nauki, Scenariusze rozwoju i wizje polskiej przestrzeni wiejskiej w perspektywie długookresowej, IGiPZ PAN, 2011–2013.
- Projekt Narodowego Centrum Nauki, Wpływ przekształceń społeczno-ekonomicznych na potencjał ludnościowy wschodniej Polski – diagnoza i prognoza, INoZ, UMCS, 2011–2014.
- Projekt ESPON 2013, European Land Use Patterns (EU LUPA).
- Projekt Centre for Strategic Economic Studies, Vojvodina, Perspectives for agriculture of Vojvodina in the light of scenarios and models elaborated in the framework of the research projects of the European Union.
- Projekt ESPON 2013, European Development Opportunities In Rural Areas (EDORA).

## Wybrane publikacje
- Bański J., 2022, The integration of local resources in search of a new product – on the example of the Lublin region (Poland), European Countryside, 4, 4, 753–769.
- Bański J., Kamińska W., 2022, Trends for agricultural land-use structure in the CEECs following the collapse of the Eastern Bloc, Land Use Policy, 112.
- Bański J., Mazur M., 2021, Wybrane uwarunkowania i zróżnicowanie przestrzenne rozwoju pandemii COVID-19 – diagnoza pierwszego roku, Nauka, 3, 29–46, PAN, Warszawa.
- Bański J. (ed.), 2021, The Routledge Handbook of Small Towns, Routledge, New York-London.
- Bański J., Mazur M., 2021, Transformation of agricultural sector in the East-Central Europe after 1989, Springer.
- Bański J., Mazur M., Kamińska W., 2021, Socioeconomic Conditioning of the Development of the COVID-19 Pandemic and Its Global Spatial Differentiation, Int. J. Environ. Res. Public Health, 18, 4802,
- Bański J. (ed.), 2020, Dillemas of regional and local development, Routledge, London-New York.
- Bański J., 2019, Waloryzacja zasobów lokalnych i ich zróżnicowanie przestrzenne w regionach Polski Wschodniej, Prace Geograficzne, 269, IGiPZ PAN, Warszawa.
- Bański J. (ed.), 2020, Three decades of transformations in the East-Central European Countryside, Springer.
- Bański J., 2019, Land-use and ownership changes of agriculture, [in:] G. Gorzelak (ed.), Social and Economic Development in Central and Eastern Europe: Stability and Change after 1990, Routledge, 225–243.
- Bański J., 2018, Phases to the transformation of agriculture in Central Europe – selected processes and their results, Agricultural Economics, 64, 546–553.
- Bański J., 2017, Rozwój obszarów wiejskich, PWE, Warszawa.
- Bański J., 2017, The consequences of changes of ownership for agricultural land use in Central European countries following the collapse of the Eastern Bloc, Land Use Policy, 66, 120–130.
- Bański J. (red.), 2016, Atlas obszarów wiejskich w Polsce, IGiPZ PAN, Warszawa.
- Bański J., Mazur M., 2016, Classification of rural areas in Poland as an instrument of territorial policy, Land Use Policy, 54, 1–17.
- Bański J., 2014, Współczesne typologie obszarów wiejskich w Polsce – przegląd podejść metodologicznych, Przegl. Geog., 86,4, 441–470.
- Bański J., 2013, Modern-Day Demographic Processes in Central Europe and Their Potential Interactions with Climate Change, Papers on Global Change, 20, 83–97.
- Bański J., Janicki W., 2013, The influence of the EU’s eastern frontier on the socioeconomic situation of border areas, as exemplified by Lublin province (Poland), European Urban and Regional Studies, 20, 3, SAGE, 299–313.
- Bański J. (ed.), 2012, Local and regional development – challenges and policy issues, Rural Studies, 27, IGSO, Polish Geographical Society, Warszawa.
- Bański J., 2011, Changes in agricultural land ownership in Poland in the period of the market economy, Agricultural Economics, 57, 2, 93–101.
- Bański J., 2010, Stan krytyczny polskiej geografii – krytyka stanu, Przegląd Geogr., 82, 3, 319–333.
- Bański J., 2010, Dilemmas for regional development in the concepts seeking to develop Po-land’s spatial structure, Regional Studies, 44, 5, s. 535–549.
- Bański J. (red.), 2010, Atlas Rolnictwa Polski, IGiPZ PAN, Warszawa.
- Bański J., Dobrowolski J., Flaga M., Janicki W., Wesolowska W., 2010, Wpływ granicy państwowej na kierunki rozwoju społeczno-gospodarczego wschodniej części województwa lubelskiego, Studia Obszarów Wiejskich, 21, IGiPZ PAN, PTG, Warszawa
- Bański J., Czapiewski K., Bednarek-Szczepańska M., 2009, Miejsce obsza-rów wiejskich w aktualnych strategiach województw – kierunki i cele rozwoju a rzeczywistość, Studia Obszarów Wiejskich, 19, IGiPZ PAN, PTG, Warszawa.
- Bański J., 2007, Geografia rolnictwa Polski, PWE, Warszawa
- Bański J., 2006, Geografia polskiej wsi, PWE, Warszawa
- Bański J., 2005, Przestrzenny wymiar współczesnych procesów na wsi, Studia Obszarów Wiejskich, 9, IGiPZ PAN, Warszawa, Bernardinum
- Bański J. (red.), 2004, Polska przestrzeń wiejska: procesy i perspektywy, Studia Obszarów Wiejskich, 6, PTG, IGiPZ PAN, Warszawa